# Никаторы
Никаторы (лат. Nicator) — род певчих воробьиных птиц, эндемик Африки. В роде три птицы среднего размера.

## Таксономия
Таксономические связи рода долгое время были покрыты тайной. Изначально род был помещён в семейство сорокопутовых. В 1920-х годах Джеймс Чапин отметил сходства между никаторами, бюльбюлевыми и кустарниковыми сорокопутами. Этот факт не признавали до 1943 года, пока Жан Теодор Делакур не поместил род в семейство бюльбюлевых. Сторрс Олсон утверждал, что ближайшими родственниками были кустарниковые сорокопуты, поскольку у никаторов отсутствовало окостенение ноздрей, обнаруженное у всех других бюльбюлей. Ряд особенностей, в том числе положение ресниц, гнёзда и вокализация, делают род уникальным, а недавнее молекулярное исследование ДНК показало, что его нужно рассматривать в качестве монотипичного семейства. Некоторые издания, как книга «The Clements Checklist of Birds of the World», рассматривают никаторов в качестве нового семейства Nicatoridae.
Название рода происходит от слова nikator, означающего с греческого «завоеватель». Внутри рода серогорлый и буроголовый никаторы считаются формирующими надвидами и иногда рассматриваются в качестве одного вида.

## Описание
Никаторы похожи на сорокопутов, длиной от 16 до 23 см. Серогорлый и буроголовый никаторы одного размера, но больше, чем желтогорлый вид. Самцы значительно тяжелее самок, например, размеры самцов серогорлого никатора колеблются от 48 до 67 грамм, тогда как у самок — от 32 до 51 грамм. Желтогорлый никатор намного легче, весящий всего 21—26 грамм. У никаторов тяжёлые закрученные клювы. Оперение птиц на спине, хвосте и крыльях в основном оливковое, с жёлтыми пятнами на крыльях, а нижняя часть туловища беловатая или светло-серая.

## Распространение и среда обитания

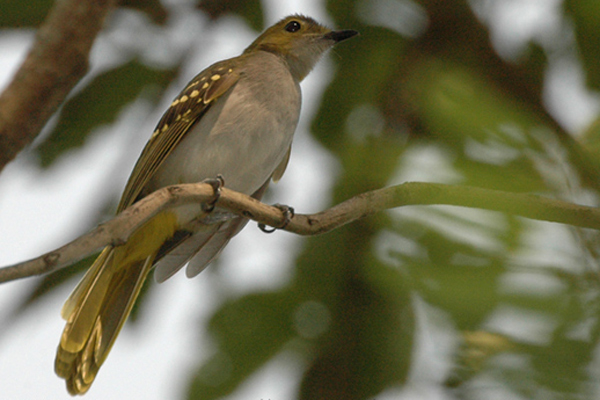
Серогорлый никатор в Уганде

Никаторы являются эндемиками Чёрной Африки. Серогорлый никатор довольно широко распространён от Сенегала до восточной Уганды и северной Анголы. Буроголовый никатор имеет локальное распространение в Восточной Африке от юга Сомали до юго-восточной Африки. Желтогорлый никатор распространён в центральной Африке от Камеруна до Уганды. У никаторов широкий ареал в лесной и лесистой местности.

## Виды
Международный союз орнитологов относит к роду 3 вида:
- Серогорлый никатор (Nicator chloris)
- Буроголовый никатор (Nicator gulari)
- Желтогорлый никатор (Nicator vireo)